# Fajr-3 (missile)
Pour les articles homonymes, voir Fajr-3.
Le missile produit en Iran Fajr-3 (qui signifie « aube » en persan) est considéré comme un missile balistique de moyenne portée (MRBM) avec un rayon d'action inconnu (estimé à 2 000 km, 1 250 miles). Des responsables iraniens ont déclaré que le missile peut éviter la détection radar et a des têtes multiples indépendamment ciblées (MIRV).
Le Corps des Gardiens de la révolution islamique a dévoilé le missile durant l'exercice militaire du Saint Prophète le 31 mars 2006. Le commandant des Forces aériennes de la République islamique d'Iran, le général Hossein Salami a annoncé à la télévision « le succès des essais de tir d'un nouveau missile avec de plus grandes capacités techniques et tactiques que ceux déjà produits ». Il a également dit que le missile serait capable de transporter trois ogives, et que chaque ogive serait capable de frapper sa cible avec précision. Il n'a pas précisé la portée du missile, qui peut varier avec la charge utile.

## Opérateur
- Iran